# Краніхфельд
Краніхфельд (нім. Kranichfeld) — місто в Німеччині, розташоване в землі Тюрингія. Входить до складу району Ваймарер-Ланд. Центр об'єднання громад Краніхфельд.
Площа — 23,08 км2. Населення становить 3313 ос. (станом на 31 грудня 2021).

## Галерея

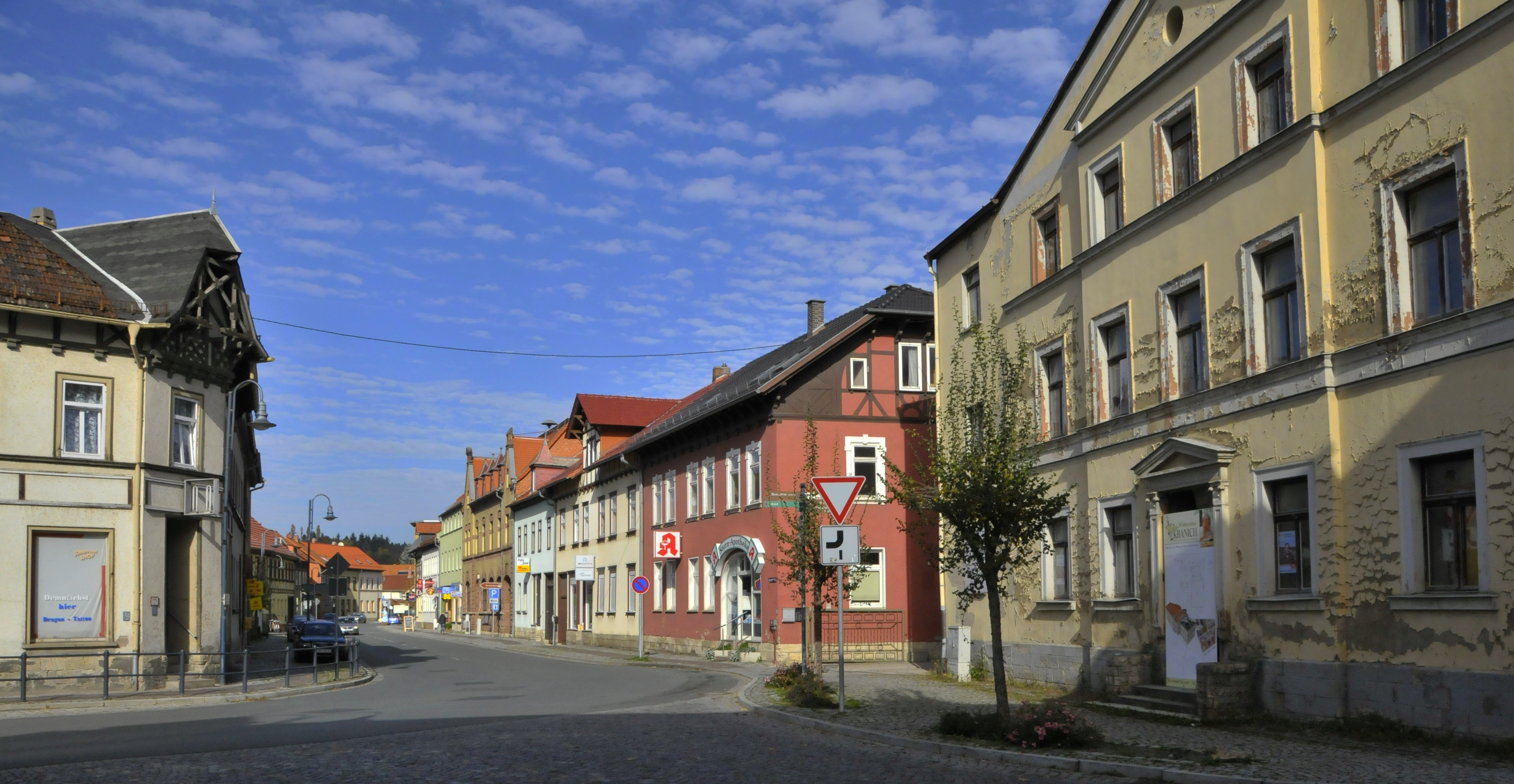
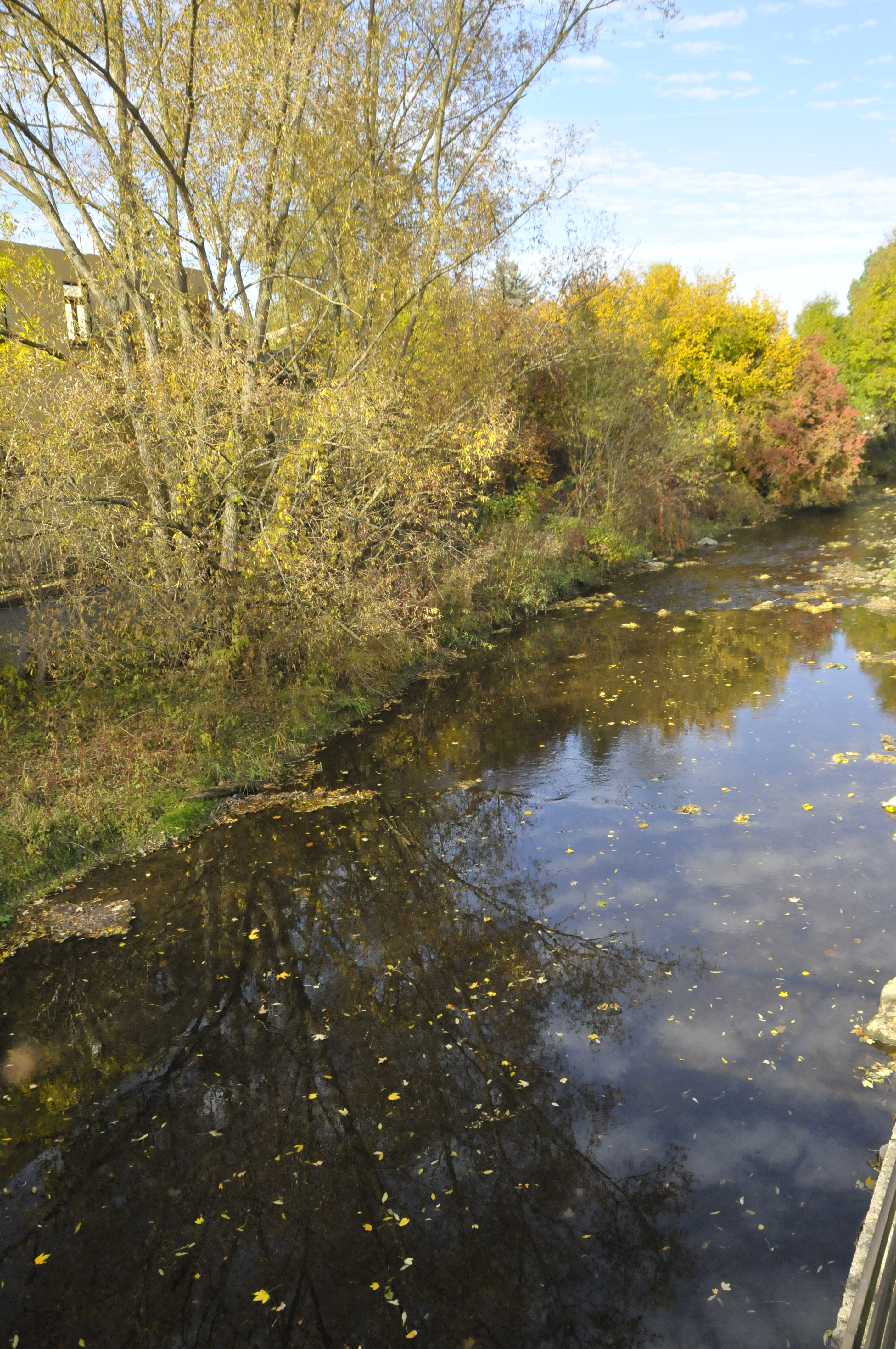
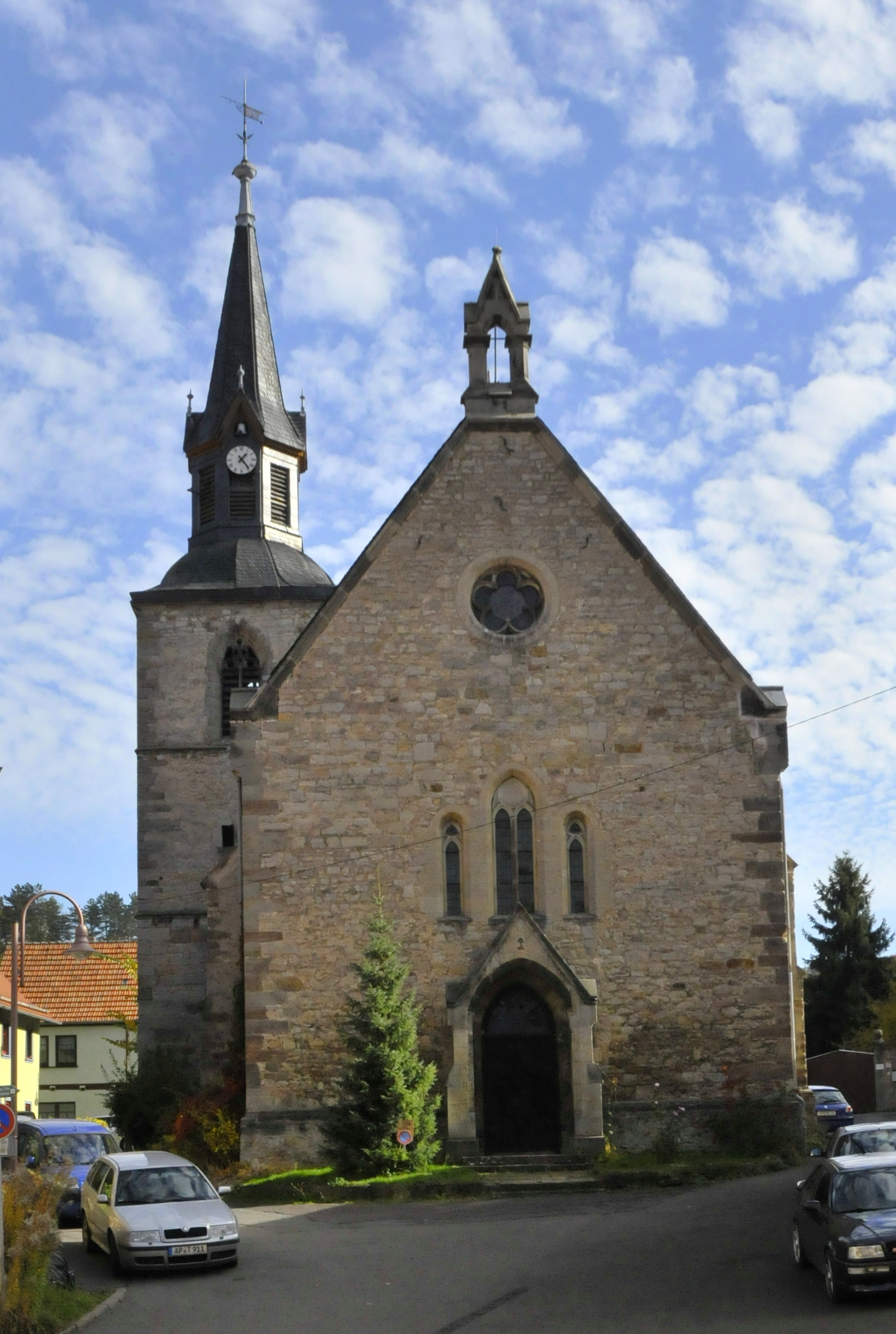
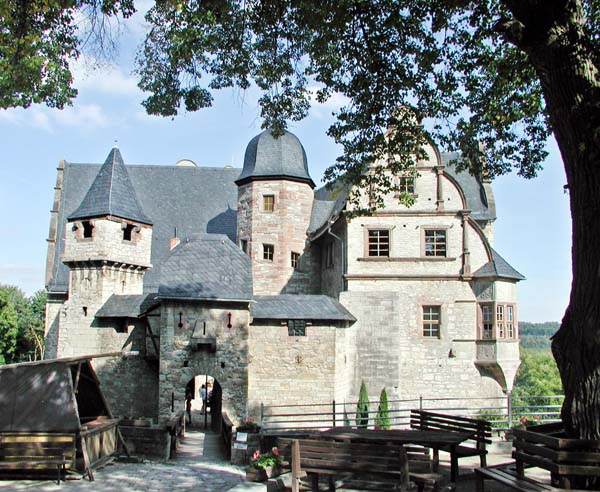
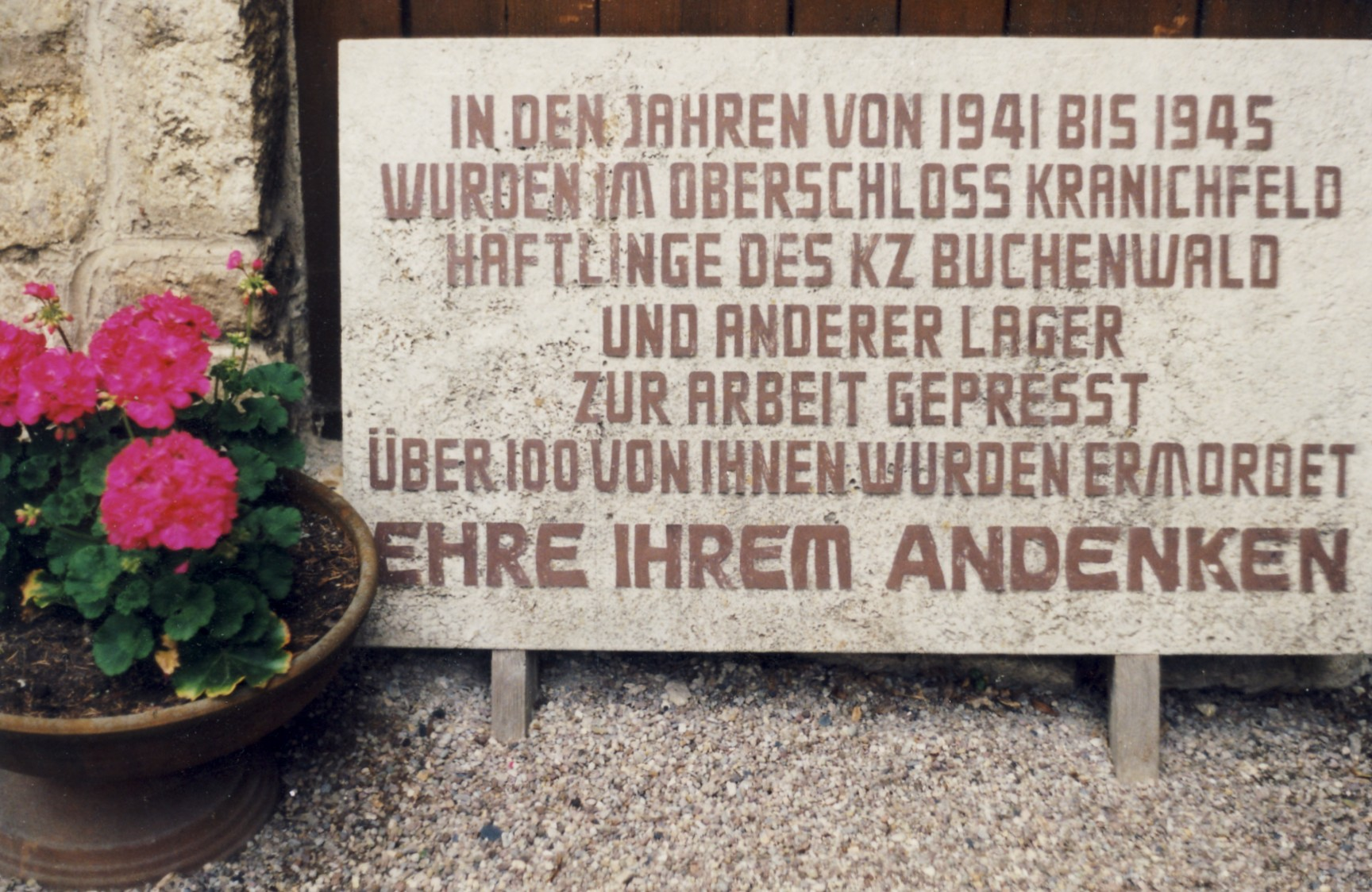
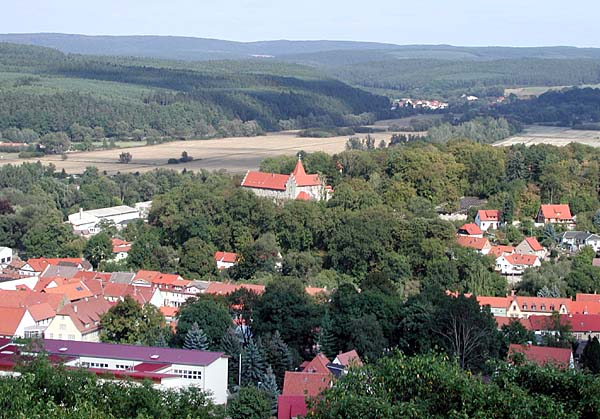